# Pompignan (Gard)
Pompignan é uma comuna francesa na região administrativa de Occitânia, no departamento de Gard. Estende-se por uma área de 41,31 km². Em 2010 a comuna tinha 968 habitantes (densidade: 23,4 hab./km²).